# Pseudoseisura cristata
Червеногребнеста качолота (на латински: Pseudoseisura cristata) е вид птица от семейство Furnariidae.

## Разпространение
Видът е разпространен в Североизточна Бразилия.